# Вендел Кларк
Вендел Л. Кларк (англ. Wendel L. Clark; 25 жовтня 1966, м. Келвінгтон, Канада) — канадський хокеїст, захисник. 
Виступав за «Саскатун Блейдс» (ЗХЛ), «Торонто Мейпл-Ліфс», «Квебек Нордікс», «Нью-Йорк Айлендерс», «Тампа-Бей Лайтнінг», «Детройт Ред-Вінгс», «Чикаго Блекгокс».
В чемпіонатах НХЛ — 793 матчі (330+234), у турнірах Кубка Стенлі — 95 матчів (37+32).
У складі молодіжної збірної Канади учасник чемпіонату світу 1985.
Досягнення
- Переможець молодіжного чемпіонату світу (1985)
- Учасник матчу всіх зірок НХЛ (1986, 1989)

Нагороди
- Трофей Білла Гантера (1985)